# Luca Matranga
Luca Matranga (Lekë Matrënga) (Piana degli Albanesi, Sicília, 1567 - 1619) fou un sacerdot i escriptor arbëreshë en albanès. Pertanyia al ritual catòlic grec. Entre 1582 i 1587 va visitar el Col·legi Grec de Roma, on rebien formació la majoria dels sacerdots catòlics de ritu bizantí. El 1591 fou ordenat sacerdot i el 1597 fou nomenat capellà de Piana degli Albanesi, càrrec que va ocupar fins a la seva mort. Fou l'autor del primer llibre imprès en el dialecte tosk de l'albanès E mbsuame e krishterë (De doctrina cristiana, 1592), que és una traducció del catecisme de l'espanyol Jacobo Ledesma i dels que se'n conserven tres manuscrits a la Biblioteca Vaticana